# Ljubit' čeloveka
Ljubit' čeloveka (Любить человека) è un film del 1972 diretto da Sergej Apollinarievič Gerasimov.

## Trama
Il film parla di un architetto appassionato del suo lavoro e che non ha provato un sentimento d'amore per 35 anni della sua vita. E così si innamora e inizia a vivere con una donna. E inizia a capire che l'amore non porta solo felicità, ma anche dramma.